# Sport im Alten Ägypten
Dieser Artikel befasst sich mit dem Sport im Alten Ägypten und bezieht sich ausschließlich auf die 31 Dynastien von der Prädynastischen Epoche bis in die Spätzeit der altägyptischen Geschichte (ca. 3032–2707 v. Chr. bis ca. 664–332 v. Chr.).

## Geschichte
Ägyptens Kulturgeschichte reicht bis zum Anfang des 3. Jahrtausends v. Chr. zurück und zählt somit zu den ältesten Kulturen der Menschheitsgeschichte. In diesem langen Geschichtsverlauf wurde das Land von 31 Dynastien regiert und es entwickelte sich eine durch die Jahrtausende gepflegte eigene Körperkultur. Keine andere Kultur liefert ältere bildliche Darstellungen und schriftliche Nachrichten über den Sport. Somit stammen die ältesten Quellen zum Sport aus Ägypten.
Verglichen mit anderen antiken Kulturen ist die Anzahl der vorhandenen Quellen, besonders die der bildlichen Darstellungen, sehr reichhaltig. Dieser Quellenreichtum lässt sich unter anderem auf zahlreiche Grabbeigaben zurückführen, welche eine genaue Beobachtung und eingehende Kenntnis von sportlichen Übungen ermöglichen. Sie sollten dem als lebend gedachten Toten einen ästhetischen Genuss bereiten. Die Ägypter hatten bereits eine systematische Körperkultur mit gymnastischer Schulung, Kampfsport (Ringen, Faustkampf, Stockfechten) und Wassersport. Die Körperschule zeigt fast alle Arten der Gymnastik im heutigen Sinn.

### Der Sportbegriff
Die ägyptische Kultur ist einem anderen Sportbegriff verpflichtet, als ihn das moderne Wort widerspiegelt. Die ägyptische Bezeichnung sḫmḫ-jb, was „sich vergnügen“ bedeutet, eignet sich im Grunde nicht ganz als Titelbezeichnung für den Sport im Allgemeinen. Der Sportbegriff hat sich selbst im Laufe der Geschichte verändert. Deshalb kann er, auf die antiken Körperkulturen bezogen, typische Elemente einschließen, die in der modernen Sportkultur fehlen und umgekehrt. Er wird daher hilfsweise als Oberbegriff verwendet, wenn sich auf die Leibesübungen der ägyptischen Kultur bezogen wird.
Verglichen mit modernen Gesellschaften oder der griechischen Antike spielte das Agonale für den antiken ägyptischen Sport eine untergeordnete Rolle. Dies bedeutet nicht, dass es keinen sportlichen Wettkampf im antiken Ägypten gab. Auch hier wurden Wettkämpfe organisiert und vor ausgewähltem Publikum ausgetragen. Dies lässt sich zum Beispiel mithilfe der Ring- und Stockfechterszenen im Totentempel des Ramses III. nachweisen. Ein weiteres Beispiel ist der Wettkampfbericht der Lauf-Stele des Taharqa (25. Dynastie). Sie berichtet von einem Langstreckenlauf, der als Wettkampf durchgeführt wurde. Da die Überlegenheit des für die Ägypter übermenschlichen Königs (Pharao) nicht angezweifelt wurde, nahm dieser grundsätzlich nicht an Wettkämpfen teil. Ein Zweikampf zwischen gleichberechtigten Kräften unter Beteiligung des Pharaos war undenkbar.

## Sport der Könige

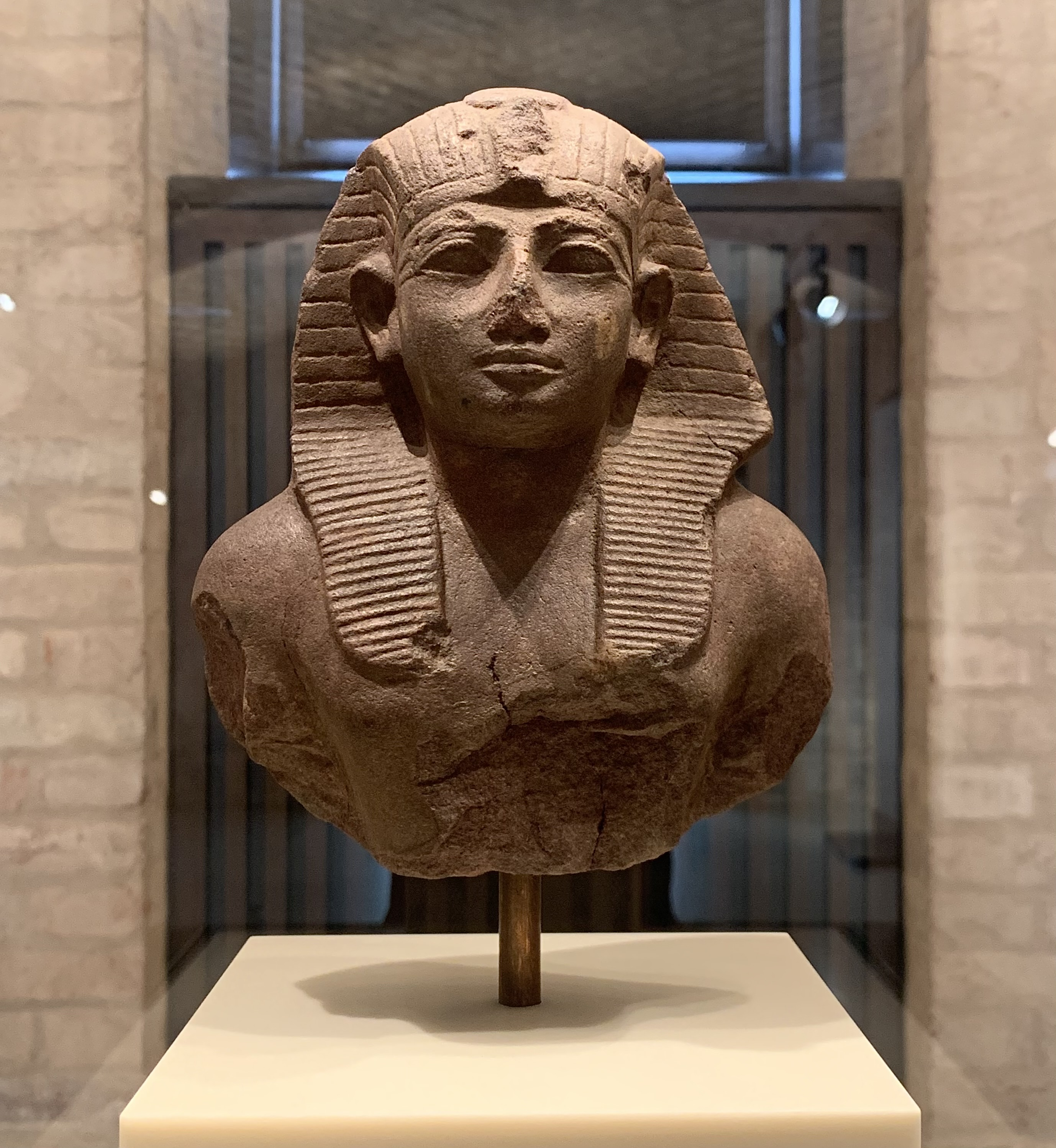
Amenophis II. (18. Dynastie)

Der Pharao war im Alten Ägypten der Garant und Hüter der Weltordnung. Dieser Auffassung folgend mussten die aus dem Chaos entstammenden Feinde von ihm vertrieben werden. Dies wurde ihm durch den Einfluss der Götter ermöglicht, welche ihre Hand über ihn hielten. Der Pharao war somit die Zentralfigur der ägyptischen Gesellschaft. Auf ihn waren alle Vorstellungen und Gedanken gerichtet, die das Bestehen der Ordnung, die Existenz des Staates und das Wohlergehen der Ägypter betrafen. Das Amt des Königs erforderte eine überragende physische Stärke. Er musste als unüberwindlicher Kriegsheld in Aktion treten, sobald das Königreich von Feinden bedroht wurde. Diese Unüberwindlichkeit ließ sich vorteilhaft mit sportlichen Großtaten unterstreichen. Die Sphinxstele des Amenophis II. (18. Dynastie) bringt dies zum Ausdruck. Der Sport war demnach für viele Könige Ägyptens bereits zu vorgeschichtlicher Zeit ein Mittel der Selbstdarstellung und spielte für eine bedeutende Rolle. Amenophis II. wurde als der Athlet auf dem ägyptischen Königsthron angesehen.
Die Blütezeit der sportlichen Pharaonen fällt hauptsächlich in die 18. Dynastie. Thutmosis III., sein Sohn Amenophis II. und wiederum dessen Sohn, Thutmosis IV., bauten eine sportliche Tradition auf, die gegen Ende der Dynastie unter Tutanchamun und Eje II. noch einmal auflebte. Die 18. Dynastie ist geprägt durch eine schwere Niederlage der Ägypter. Erstmals seit Bestehen des ägyptischen Staates, war es am Ende der 17. Dynastie Feinden gelungen, in das Niltal einzudringen und es größtenteils zu besetzen. Die Besatzer, die sogenannten Hyksos, waren im Besitz des leichten, von zwei Pferden gezogenen Streitwagens, der sich bald zu einem Statussymbol der ägyptischen staatstragenden Schicht entwickelte. Durch die für die Ägypter unbekannte Bewaffnung und den ungestümen Angriffsstil, waren die Wagenkrieger der Hyksos zunächst im Vorteil. Doch der Überraschungseffekt ließ mit einer zunehmenden Kenntnis über Wagen und Pferd nach. Zudem war er für die bestehenden Umweltverhältnisse nicht besonders gut geeignet, da Bergland, Wald, Wüste und die zahlreichen wasserführenden Kanäle in Ägypten für den Streitwagen eher hinderlich waren. Zusätzlich zu dem Gefährt verfügten die Hyksos über eine weitere den Ägyptern überlegene Waffe, den Kompositbogen. Nun lastete die Verpflichtung, Ägypten aus dieser schmählichen Situation zu befreien, insbesondere auf dem Pharao. Der Beginn der Freiheitskriege gegen die Hyksos wurde von Seqenenre (17. Dynastie) eingeleitet. Tödliche Verletzungen an dessen Mumie lassen vermuten, dass er sein Leben im Kampf gegen die Fremdherrscher verlor. Der Krieg wurde durch seine Nachfolger erfolgreich fortgesetzt, bis Ägypten in der Mitte des 16. Jahrhunderts v. Chr. wieder zu einem souveränen Großreich wurde. Regelmäßige Eroberungszüge unter Thutmosis III. (18. Dynastie) zielten auf das Verhindern eines wiederholten Hyksoseinfalls. Er leitete die Blütezeit der sportlichen Könige ein.

### Der Lauf beim Jubiläumsfest

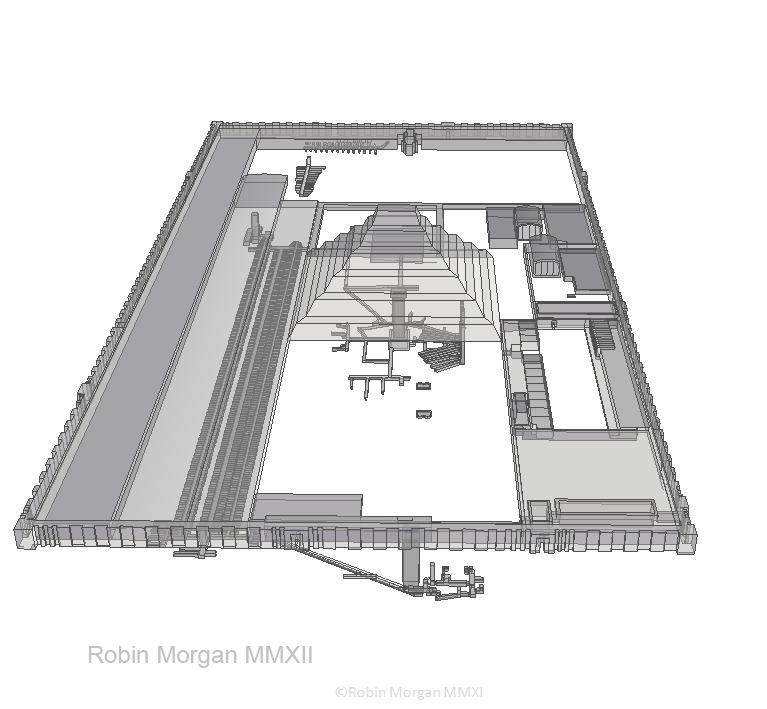
Modell: Totentempel des Djoser mit sich darauf befindender Laufstation

Das Sedfest war ein zentrales Jubiläumsfest des ägyptischen Königtums und ein Ritual mit großer Bedeutung. Es wird auch als Erneuerungsfest und „Ritual der Erneuerung“ bezeichnet und ist in vielerlei Hinsicht trotz reichhaltiger Überlieferung noch wenig erforscht. Es besteht Einigkeit darin, „daß es sich […] um ein Fest handelte, bei dem die physische und magische Kraft der Person des regierenden Königs erneuert wird“ (K. Martin: Lexikon der Ägyptologie S. 783) Es wurde ursprünglich 30 Jahre nach dem Herrschaftsantritt gefeiert. Anschließend konnte es alle drei Jahre erneuert werden. Der Kern der Zeremonie war das traditionelle Laufritual, das der Pharao für die Machterneuerung absolvieren musste. Zudem wies der Lauf des Königs auf den Anspruch der erneuten Inbesitznahme des Herrschaftsbezirkes hin (Besitzergreifungslauf). Es wird vermutet, dass auch die Ablösung des Herrschers durch einen jungen, unverbrauchten Nachfolger zum Sedfest erfolgte. Hierbei qualifizierte sich der fähigste Prinz als Thronfolger. Eine gute Auskunft über einen möglichen Handlungsablauf des Sedfestes bietet die Stufenpyramide des Djoser (3. Dynastie) mit ihrem großen Hof und der sich darauf befindenden Laufstation. Es wird vermutet, dass es sich dabei um die älteste Sportanlage der Weltgeschichte handelt (um 2600 v. Chr.). Da es sich um eine Laufstation auf der Totenanlage des Königs handelt, war sie nicht der Standort für den wirklichen Lauf beim Sedfest, sondern sollte dem König die Gelegenheit geben, unzählige Sedfeste im Jenseits zu feiern. Allerdings erlaubte dies Rückschlüsse auf Vorrichtungen tatsächlich begangener Jubiläumsfeierlichkeiten. Es ist anzunehmen, dass der Lauf um halbrunde Grenzmarken des Herrschaftsbezirks absolviert werden musste, bei der eine Runde nicht mehr als 140 m betrug.

### Bogenschießen

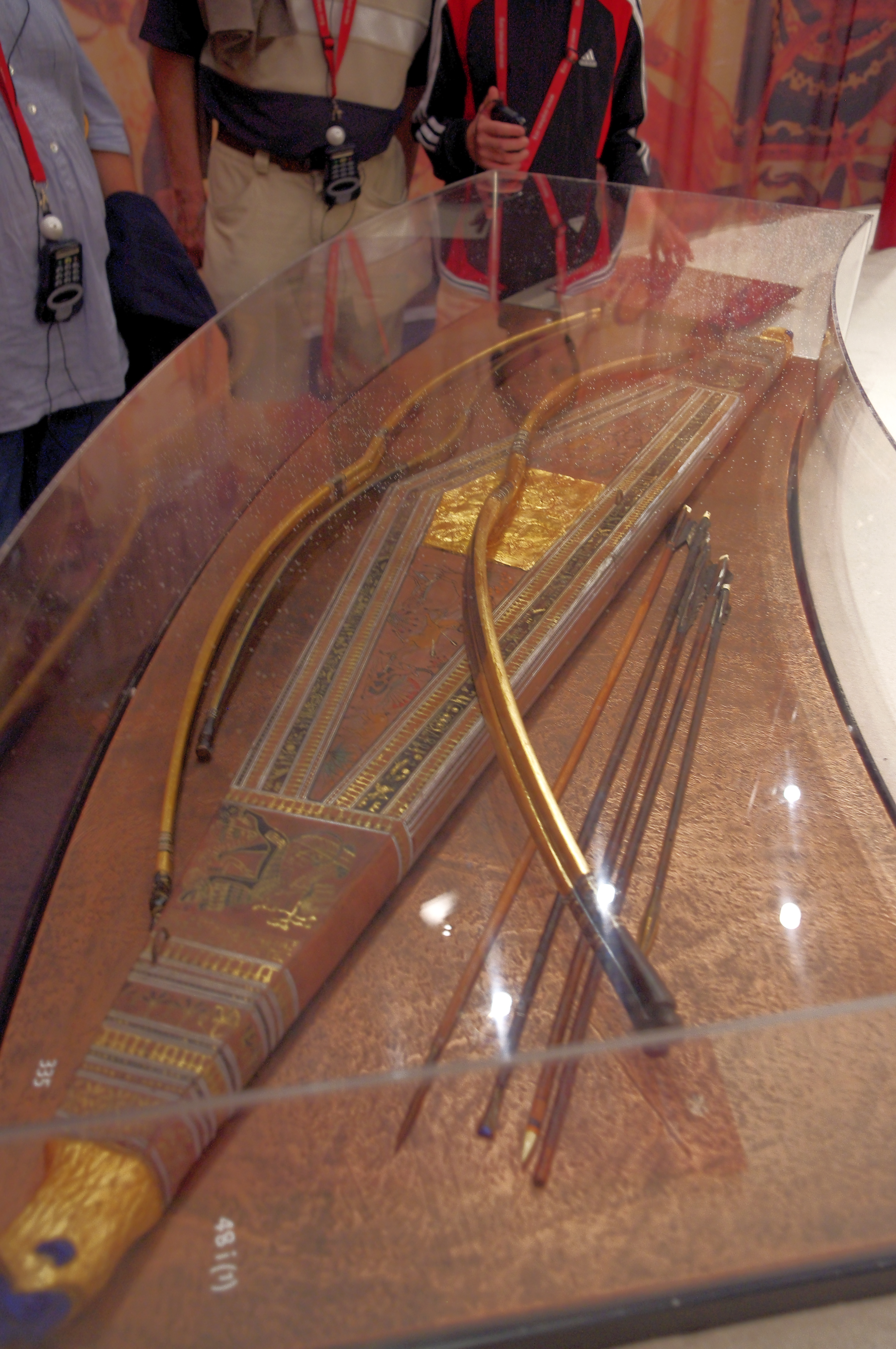
Grab des Tutanchamun: Kompositionsbogen und Pfeile

Keine ägyptische Sportart ist so zahlreich und gut bezeugt wie das Bogenschießen auf eine Zielscheibe. Es war die königliche Paradedisziplin der 18. Dynastie, was durch eine große Anzahl von entsprechenden Inschriften und Funden von originalen Bogen und Zubehör belegt wird. Die wahrscheinlich erste Erwähnung erfolgte 1501 v. Chr. Das typische Ziel des Pharaos bestand aus einer Kupferscheibe, wie sich durch mehrere Dokumenten und die Armant-Stele Thutmosis' III. beweisen lässt. Das Material war aus den Kupferbarren, die im Kupferhandel der Bronzezeit in die Häfen des Mittelmeers verschifft wurden. Das erhitzte Rohkupfer wurde in eine Form gegossen, wodurch viereckigen Platten mit einer Fläche von 60 × 40 cm und einem Gewicht von 30 kg entstanden. Diese Objekte konnten angeblich von königlichen Pfeilen durchschossen werden. Die unglaubliche Leistung des Pharaos, dessen Pfeil eine Kupferplatte von drei Finger Dicke durchbohrte, wird als Beispiel königlicher Stärke im Amuntempel vom Jebel Barkal geweiht. Normale Sterbliche betrieben das Bogenschießen auf hölzerne Zielscheiben. Die Bauweise des Kompositionsbogens war durch das Zusammenfügen verschiedener Elemente wie hartes und weiches Holz, Horn und Tiersehnen recht kompliziert und erforderte eine Trocknungszeit des dabei verwendeten Leims, die sich über Jahre erstreckte. Sie sind bis zu 1,40 m lang, weisen aber meist eine Länge um 1,10 m auf. Der entspannte Bogen weist eine doppelte Schwingung auf. Die charakteristische Dreiecksform erhält er bei gespannter Sehne. Die Sehne selbst besteht aus vierfach gedrehtem Tierdarm. Die Bogen, die oft kunstvoll verziert waren, zeichneten sich durch eine große Flexibilität aus und ermöglichten dem Nutzer, gemessen am herkömmlich gefertigten Bogen, eine hohe Treffsicherheit. In eigenen Behältern konnten die wertvollen Utensilien geschützt aufbewahrt werden. Die Pfeilspitzen wiesen verschiedenste Formen auf, so dass für jede Gelegenheit entsprechend vorteilhaft gewählt werden konnte. Die ägyptischen Bogenschützen haben den schmerzhaften Aufprall der schwirrenden Sehne nach Abschuss des Pfeiles dadurch vermieden, dass sie die empfindlichen Partien mit Unterarmschützern polsterten, die aus Leder, vielleicht auch aus Horn hergestellt wurden. Ein beeindruckendes Anschauungsmaterial liefert das Grab des Tutanchamun, wo fast drei Dutzend Kompositionsbogen und weiteres Material entdeckt wurden. Als Meisterschütze unter den Königen zählt Amenophis II. (18. Dynastie), der auch sonst als der größte Athlet zählt, der je die ägyptische Königskrone getragen hat. Ein im Grab seines Lehrers, dem Graugrafen Min von This, entdecktes Relief gibt Auskunft über den Unterricht im Bogenschießen. Inschriftlich beigegeben sind fachmännisch gegebene Instruktionen wie:
„Spanne deine Bogen bis zu deinen Ohren! Mache [stark] deine beiden [Arme?]! Groß… Pfeile… deine…, Königssohn [Amen]ophis. Du handelst mit deiner [Kraft und Stärke].“ (Wolfgang Decker: Quellentexte zu Sport und Körperkultur im Alten Ägypten, Dokument 16)
Der traditionelle König als sportlicher Bogenschütze verlor nach Amenophis II. entscheidend an Bedeutung, verschwand aber erst in der 19. Dynastie vollständig. Nach einem in Palästina gefundenen Rollsiegel Ramses II. (19. Dynastie) taucht das Thema des sportlichen Schützen nicht mehr auf.

### Pferdesport

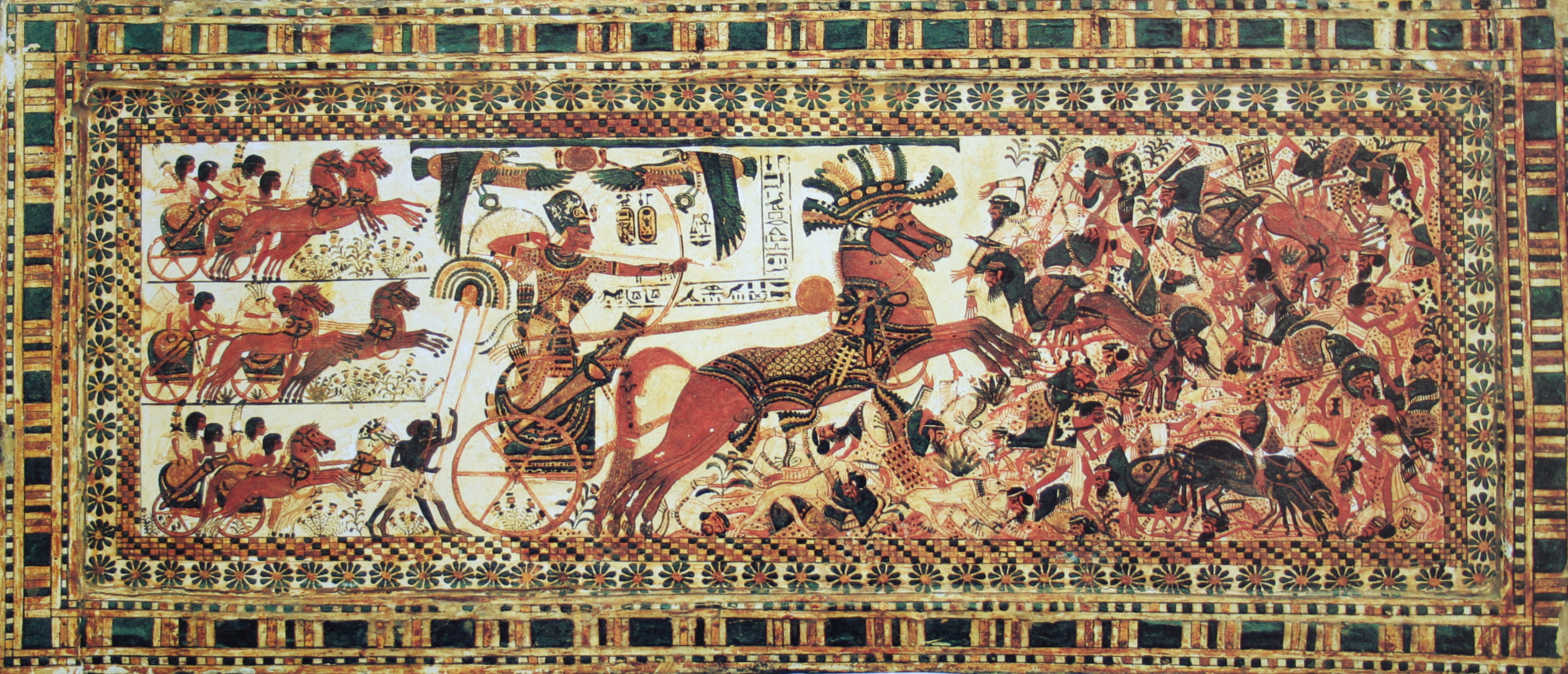
Das traditionelle Bild des Pharao als Bogenschütze auf dem Streitwagen

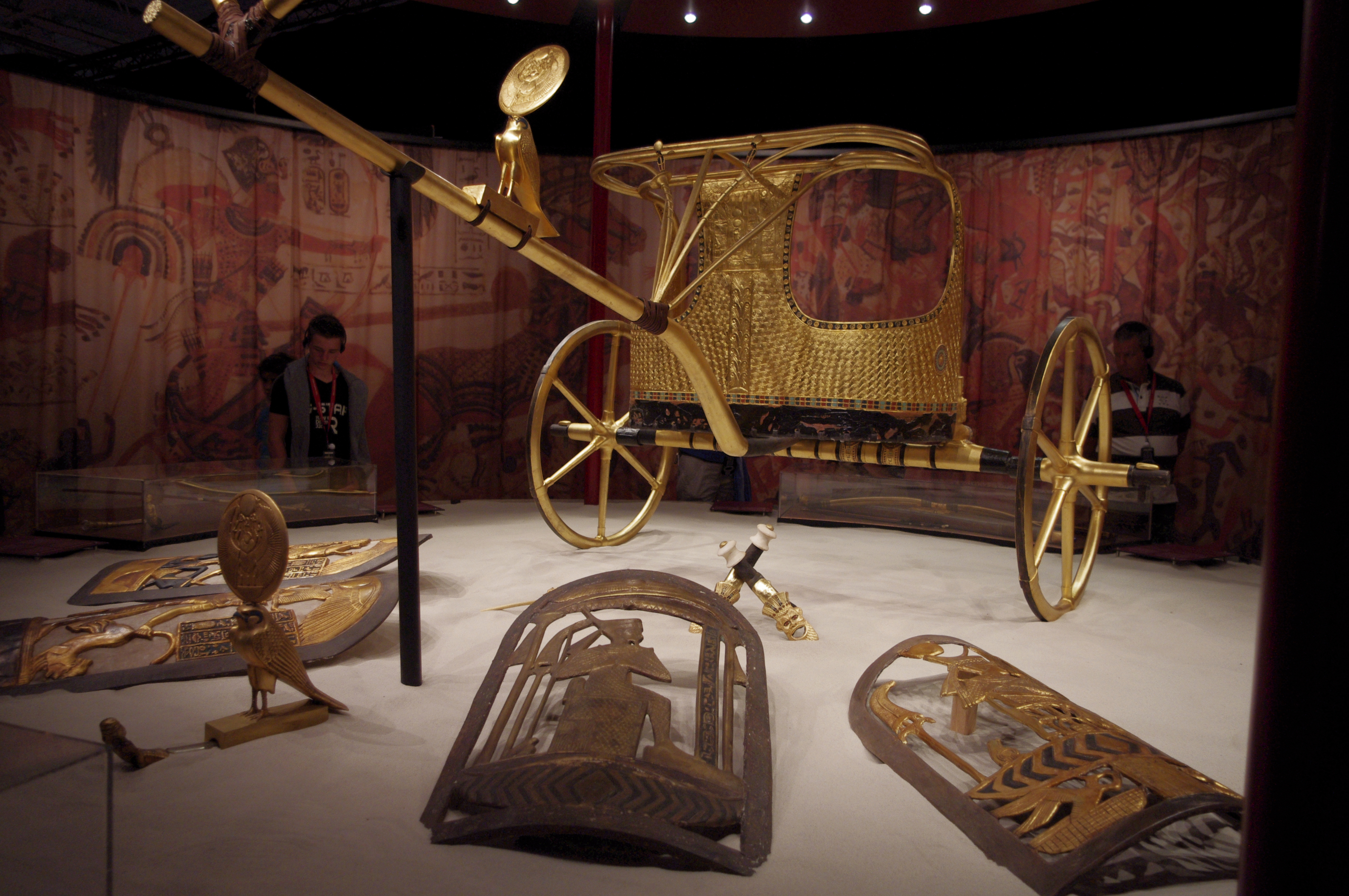
Streitwagen aus dem Grabschatz des Tutanchamun (Replikat)

Um ca. 1570 v. Chr. übernahmen die Ägypter von ihren ersten Fremdherrschern, den Hyksos, den Streitwagen. Dieser, von zwei Pferden gezogene zweirädrige Wagen, kam aus dem Alten Orient und war für die Ägypter eine weitreichende Neuerung auf waffentechnischem Gebiet. Er bewirkte darüber hinaus auch sozialhistorische Umwälzungen. Diese neu eingeführten Waffen – Wagen und Kompositionsbogen – entwickelten sich bald zu königlichen Sportgeräten. Der adlige Fahrer betrachtete den von ihm geführten Wagen als Zeichen seines Standes und stellte ihn als Statussymbol zur Schau. Nur durch ständiges Üben konnte die Beherrschung der Kunst des Wagenfahrens erreicht werden. Diese bestand aus dem Lenken des sensiblen Pferdegespanns, der Geschicklichkeit des Stehens im schwankenden Wagenkorb, dem sicheren Schießen von dieser Plattform aus sowie dem zusätzlichen Training der Wagenpferde. Dieses Können verlieh dem Krieger ein Gefühl der Besonderheit seiner Position. Es konnte sich eine neue Elite entwickeln, die den Leistungsbegriff zum Motiv ihres Handelns machte, in der die physische Komponente stark betont war.
Der Wagen war größtenteils aus Holz geschaffen, wobei es sich je nach Wagenteil um unterschiedliche Holzarten handelte. Bei einem Fund eines Wagens in Florenz ließen sich beispielsweise sieben verschiedene Holzarten nachweisen. Der Streitwagen hatte, mit rund 1 m Durchmesser, auffallend große Räder, die bei einer Spurweite von 1,50 m auf der Achse befestigt waren. Die Reifen waren aus mehreren Segmenten zusammengefügt und durch vier beziehungsweise sechs Speichen mit der Nabe verbunden. Die Spur war durch die breite Nabe von etwa 0,3 m gut stabilisiert. Der Wagenkorb, in dem die Besatzung stand, bestand aus einem halbkreisförmigen Boden, der von einem Ledergeflecht durchzogen war, welches für eine verbesserte Federung sorgte. Der Deichselbaum des Wagens musste aus elastischem Holz bestehen, da während der Fahrt ein beträchtliches Gewicht auf ihm lag. Der Besatzung wurde durch einen Brüstungsholm Halt gewährt. Es wird vermutet, dass dieser Wagen problemlos auch im Bereich höherer Geschwindigkeiten funktionierte.
Eine kurze Textpassage aus der Sphinxstele von Thutmosis IV. (18. Dynastie) fängt das sportliche Vergnügen einer Ausfahrt mit dem Pferdewagen gut ein:
„Er übte sich, in dem er sich vergnügte auf dem Wüstenplateau von Memphis auf der südlichen und nördlichen Seite, indem er auf die Schießscheibe schoß, Löwen und Wüstenwild jagte und sich auf seinem Streitwagen tummelte, wobei seine Pferde schneller als der Wind waren, mit einem einzigen von seinen Begleitern.“ (Wolfgang Decker: Quellentexte zu Sport und Körperkultur im Alten Ägypten, Dokumente 21)

### Jagd
Eine der beliebtesten Freizeitbeschäftigungen im Alten Ägypten war ohne Zweifel die Jagd. Die ursprünglichen Grundmotive des Jägers waren der Erwerb von Nahrung und das Schützen des Stammes vor der drohenden Gefahr gefährlicher Tiere. Mit der Domestizierung und der planvollen Haltung von Tieren und Vieh verlor die Jagd als überlebenswichtige Funktion an Bedeutung. Parallel wuchs der Jagd in Form ihrer sportlichen Ausübung eine Ersatzfunktion zu. Wo also die Jagd nicht mehr nur der Nahrungsbeschaffung diente und die Ebene des Selbstschutzes verließ, begann der Sport. Allerdings muss gesagt werden, dass das Jagdtier verzehrt wurde, auch wenn die Tötung aus sportlichem Anreiz geschah. Die altägyptische Jagd lässt sich in zwei verschiedene Formen unterteilen. Zum einen in die Großwildjagd, die nur dem König gestattet wurde, und zum anderen die Sumpfjagd, die besonders beim Adel sehr beliebt war.

#### Großwildjagd
Die Funktion der Großwildjagd war für den Pharao die eigene Darstellung als Beschützer der ihm anvertrauten Gruppe. Die Auseinandersetzung des Königs mit gefährlichen Tieren schrieben ihm Mut und Geschicklichkeit sowie Kraft und Stärke zu und ließ sich mithilfe der Jagd am besten verkörpern. Denn ein erfolgreicher Jäger, der die dem Chaos entstammenden Tiere überwältigt, steht wiederum für den unüberwindlichen Krieger. Das Niltal und seine Umgebung lieferten eine breite Palette an für den König jagdwürdigen Tieren. Als Bewohner der Flussdickichte stellten Krokodile, Nilpferde und Wildtiere, in der Wüste Löwen oder ein verirrtes Nashorn eine große Gefahr dar. Ausschließlich zur Zeit der 18. Dynastie wurde sogar der Elefant als königliches Jagdtier angesehen. Gejagt wurde mit einer Harpune, deren Harpunenleine dem Jäger eine größere Gewalt über das Tier verleiht. Aus prähistorischer Zeit stammt das Einfangen eines Tieres mit dem Lasso. Eine gute Methode sich lautlos Tieren des Flussdickichts zu nähern, war die Jagd vom leichten Papyrusboot aus. Zudem waren die Ägypter bei der Jagd oft als Tiere verkleidet. Eine deutliche Veränderung der Jagdmethoden kam zu Beginn des Neuen Reiches durch die Einführung des leichten zweirädrigen Wagens zustande. Nun bestand die Möglichkeit Tiere zu verfolgen, die aufgrund ihrer Fluchtgeschwindigkeit bisher unerreichbar gewesen waren. Zudem ließen sich Wagen und Pferd problemlos zu Schiff transportieren, wie es mehrfach auf Bildern dargestellt wird. Eine weitere Methode der Ägypter war das Umgattern des Jagdwildes, wodurch eine Art Jagdpark entstand. Im nubischen Soleb wurden die Pfostenlöcher eines solchen Jagdparks mit einer Ausdehnung von 600 × 300 m gefunden. Auch das Zähmen von Löwen war bei den ägyptischen Königen sehr traditionell. Diese verkörpern Kraft und Stärke, erhielten einen Platz in der Nähe des Throns und dienten im Falle eines feindlichen Angriffs als Schlachtlöwen.

#### Sumpfjagd

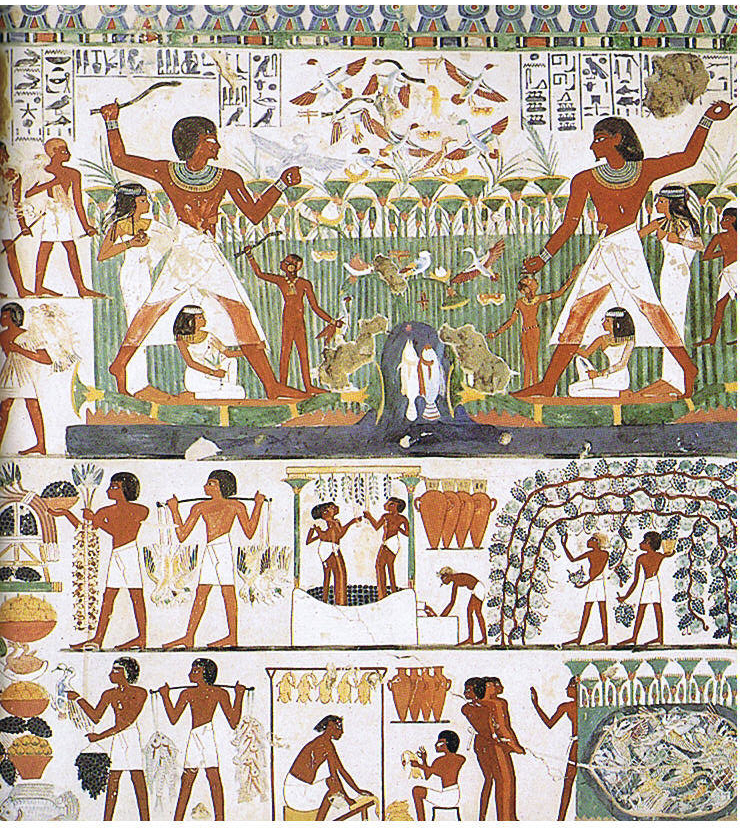
Die gesellschaftliche Sumpfjagd auf einem Wandbild im Grab des Nacht.

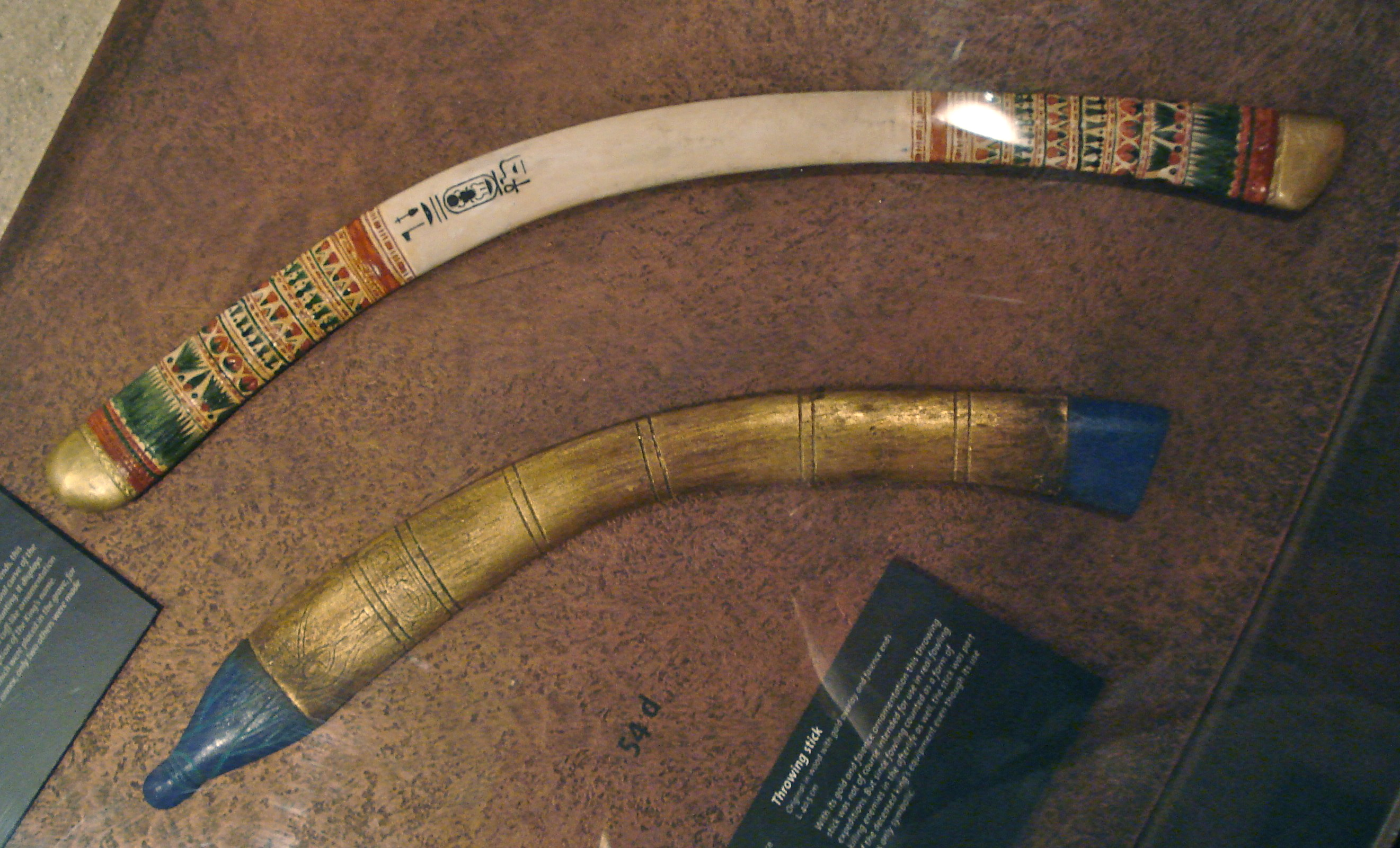
Ägyptische Wurfhölzer für die Vogeljagd

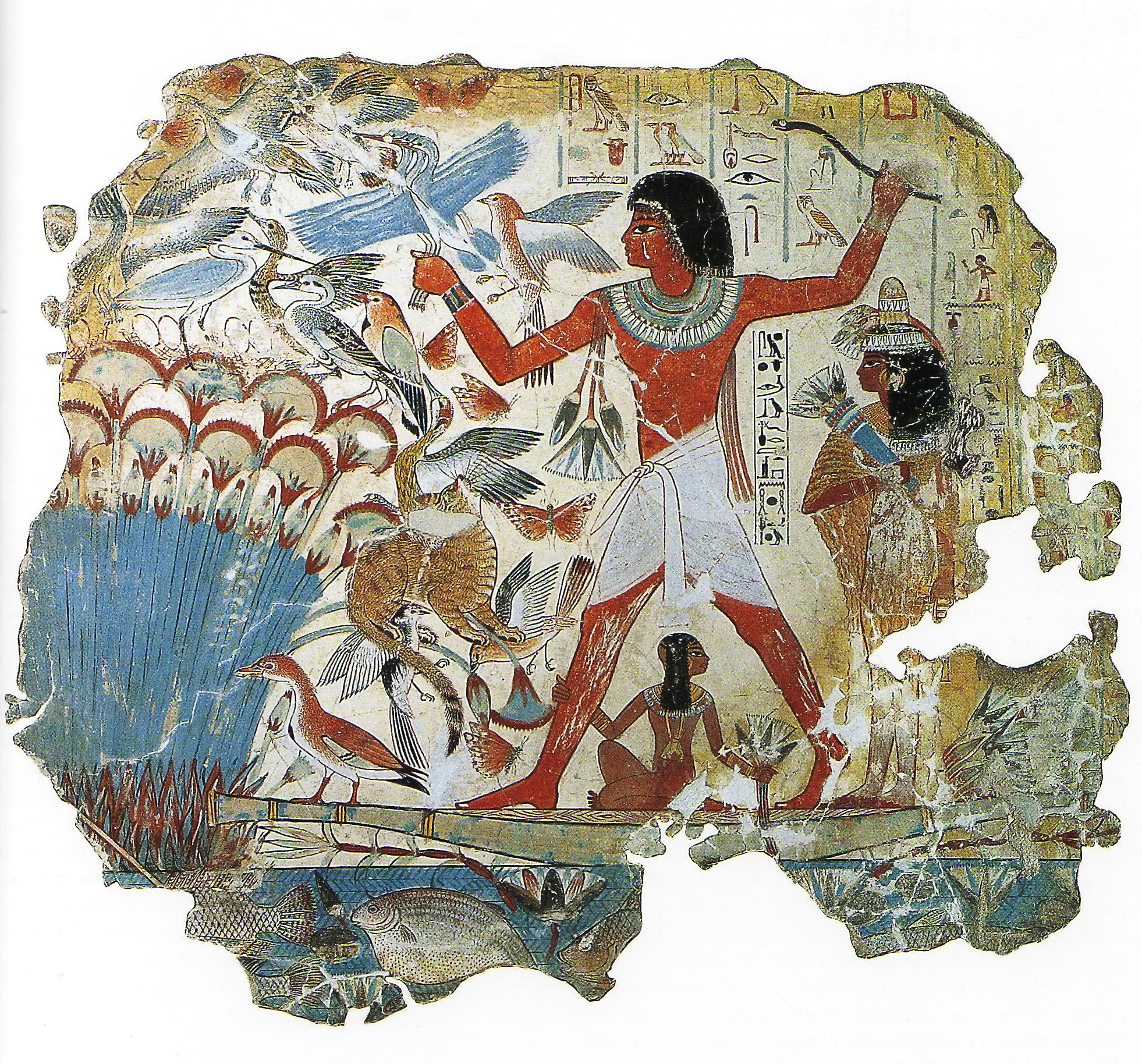
Jagd im Papyrusdickicht: Wandmalerei im Grab des Nebamun in Theben-West

Diese besondere Art der Jagd war durch die gesamte altägyptische Geschichte hindurch eine beliebte Freizeitbeschäftigung der Oberschicht. Das Vorgehen bei der Sumpfjagd ist gut nachvollziehbar, da die bildlichen Darstellungen zu diesem Herrensport zahlreich sind. Zur Sumpfjagd gehören das Fischerspeeren sowie die Vogeljagd mit dem Wurfholz oder dem Schlagnetz. Die Papyrusdickichte des Nils oder des Fajum lieferten die besten Bedingungen für Fisch- beziehungsweise Vogelbeute. Ursprünglich war die Sumpfjagd ein Vorrecht Pharaos. In späterer Zeit fehlen Sumpfjagden mit der Teilnahme des Königs bis auf wenige Ausnahmen allerdings völlig.
Bei diesen Jagdmethoden im Sumpf handelte es sich um ein gesellschaftliches Ereignis, an denen gesamte Familien mit Frauen und Kindern teilnahmen. Die Boote waren oft kunstvoll verziert und auch die Teilnehmer waren festlich geschmückt. Die zahlreichen Darstellungen liefern gute Berichte über die Nutzung des Schlagnetzes bei der Vogeljagd. Es kam darauf an, im richtigen Moment das Zugseil zu ziehen, damit das Netz geschlossen wurde. Da für diesen Vorgang eine gewisse Schnelligkeit erforderlich war, und das Netz ein höheres Gewicht hatte, musste er von mehreren Personen ausgeführt werden. Zudem war ein Späher notwendig, der den Lauernden mit einem Tuch Zeichen gab, sobald das Zuziehen des Netzes sinnvoll war. Diese Vorgehensweise zeigt, dass für diese Art der Jagd Geschicklichkeit und eine Art Mannschaftsgeist nötig waren, um ertragreiche Beute zu erlangen. Die Kooperation zwischen den Ziehern und dem Späher muss klappen, und insbesondere muss die Technik des Schlagnetzes funktionieren.
Bei der Jagd mit dem Wurfholz handelt es sich ebenfalls um eine Variante der Vogeljagd. Das mit viel Schwung geworfene Wurfholz diente dem Zweck, den Vögeln im Flug den Hals zu brechen, und konnte in dichten Schwärmen sicher einige Treffer landen. Es gibt neben anderen Wurfholzformen solche, die der Gestalt von australischen Wurfhölzern, den Bumerangs, frappierend ähnlich sind. Dasselbe lässt sich für erhaltene Geräte sagen.
Damit die Vögel die Deckung des Dickichts verließen, schüttelteten die Vogeljäger kräftig die Papyrusstengel oder nutzten den Lockruf durch gezähmte Artgenossen. Bei der Fischjagd näherten sie sich der Beute vorsichtig und lautlos mithilfe des Papyrusbootes. Im geeigneten Moment wurde dann einhändig mit dem Speer zugestochen, während die andere Hand das Ende des Fisches ergriff. „Nur der geübte und geschickte Sumpfjäger konnte mit einer lohnenden Beute rechnen. Der sportliche Charakter der Sumpfjagd ist sowohl für die Vogeljagd mit dem Wurfholz als auch für das Fischerspeeren hoch zu veranschlagen.“ (Wolfgang Decker: Sport und Spiel im Alten Ägypten S. 175)

## Sport der Privatleute
Ein weites Spektrum an Sportarten wurde unter den ägyptischen Privatleuten, das heißt derer, die nicht am königlichen Sport teilhaben, betrieben. Allein diese Tatsache erklärt den hohen Beliebtheitsgrad des Sports als Freizeitvergnügen. Da die bescheidenen Erdgruben des einfachen Mannes die Zeiten nicht sehr gut überstanden hatten, gehen die Überlieferungen weitgehend auf die Gräber der Oberschicht zurück.

### Lauf
Der Lauf wird auf Reliefs in verschiedenen Laufarten dargestellt und erscheint uns als eine sportliche Disziplin, die ohne große technische Vorbereitungen praktisch überall durchführbar ist. Die Laufstele des Taharqa, die ursprünglich an einer antiken Straße stand, welche von der Residenzstadt Memphis vermutlich in die große Oase Fajum führte, beweist einen Wettlauf der zu Zeiten der 25. Dynastie stattfand. Dies war zu der Regierungszeit des Königs Taharqa (690–664 v. Chr.) in Nubien. Dem Denkstein konnte Folgendes entnommen werden: Der König wählte eine Truppe aus, welche sich zu einem täglichen Lauftraining verpflichtete. Anschließend sollte ein Wettkampf stattfinden, der sich über die besagte Strecke von Memphis über die Wüstenstraße zum Fajum erstrecken sollte. Die erste Hälfte der Strecke wurde in der Kühle der Nacht zurückgelegt. Dann erfolgte eine zweistündige Pause um anschließend den Rückweg anzutreten. Die Strecke nach Fajum und zurück beträgt ca. 100 km, welche in etwa neun Stunden zurückgelegt wurde. Der Sieger wurde laut der Stele besonders ausgezeichnet, die Spitzentruppe mit einem Ehrenmahl in Gesellschaft der königlichen Leibwache belohnt. Ziel des Pharaos war es die Form der Läufer zu prüfen. Es wird vermutet, dass dieser sich eine schnelle Einsatztruppe heranbilden wollte.

### Sprung
Der sportliche Sprung kommt in der Geschichte des Alten Ägyptens auffallend selten vor. Dennoch gibt es zwei charakteristische Darstellungen, die ihn durchaus belegen. Beide entstammen einem ähnlichen Muster und es handelt sich bei beiden um Kinderspiele. Sie wurden in den Gräbern von Sakkara entdeckt. Die erste vom Ende der 5. Dynastie aus des Wesirs Ptahhotep und die andere aus der Grabstätte von Mereruka, die etwa 50 Jahre später anzusetzen ist.
Zwei Jungen sitzen sich als Paar zueinander gewandt und bilden mit ausgestreckten Armen und Händen eine lebende Hürde, die von einem Dritten übersprungen wurde. Der Schwierigkeitsgrad erhöhte sich durch Aufeinandersetzen der Hände mit gespreizten Fingern. Da die Gegenübersitzenden die Beine gespreizt hatten, handelte es sich um eine Form des Hochweitsprunges. Die separate Inschrift über dem Anlaufenden nennt wahrscheinlich den Namen des Spiels: Das Zicklein im Felde. Die Inschrift über dem Anlaufenden lautet so viel wie: Halte dich fest, siehe, ich komme, Kamerad. Dieser Ausruf könnte durchaus eine Art Ruf sein, den der Anlaufende an die das Sprunghindernis bildenden Jungen richtet. Sprünge waren zudem auch Bestandteil von akrobatischen Tänzen, wie einer Darstellung aus dem Grab der Senet (12. Dynastie) zu entnehmen ist. Hier ist eine Tanzende zu sehen, die zwischen zwei klatschenden Frauen steht, und beachtlich in die Höhe springt. Zwei weitere Gräber in Beni Hasan zeigen das Hochspringen aus dem Stand mit angezogenen Fersen. Die Darstellung vermittelt den Eindruck einer kinematographischen Sequenz entsteht, da sie in ihre einzelnen Phasen zerlegt ist.

### Kampfsport
Die körperliche Stärke eines Mannes hat seinen Rang in der Gesellschaft besonders zu frühgeschichtlichen Zeiten wesentlich mitbestimmt. Mit der Zeit löste sich der Tötungsgedanke vom Wettkampf während der Entwicklung der sportlichen Veranstaltungen, aus Gründen der Arterhaltung. Somit verlief der Prozess der sozialen Hierarchisierung über Zweikämpfe schließlich nach sportlichen Regeln. Dass es trotzdem zu Todesfällen kam, ist im Sport der Antike nicht sehr häufig belegt, doch trugen sich die meisten der überlieferten verständlicherweise im Rahmen der Kampfsportarten zu.
Als ein erfolgreicher ägyptischer Zweikämpfer wäre Titos Phlavios Archibios aus Alexandria zu nennen, der eine eindrucksvolle Karriere von Erfolgen in Pankration, im Ringen und im Faustkampf aufzuweisen hat. Aus teilweise sehr alten Quellen wurde entnommen, dass es sich bei den ägyptischen Kampfsportarten um folgende drei handelt: Ringen, Stockfechten und Faustkampf.

#### Ringen

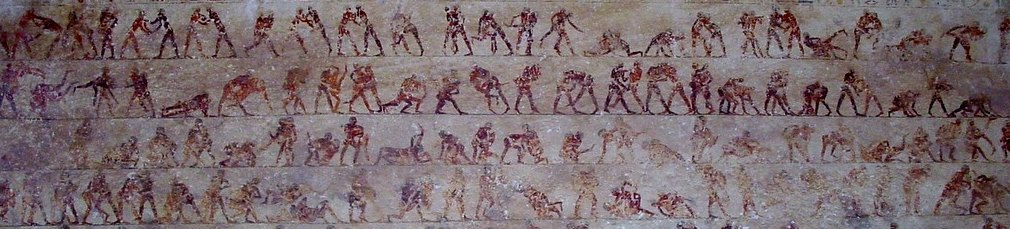
Beni Hasan: Ringerpaare

Die größte Anzahl der bildlichen Darstellung und Schriftstücke bezüglich des Sports beinhalten die Kampfsportart Ringen. Diese Funde erstrecken sich vom Beginn der ägyptischen Geschichte (Anfang des 3. Jahrtausends v. Chr.) an bis Ende des Neuen Reiches (11. Jahrhundert. v. Chr.). Die Hohe Anzahl an Quellen beweist, welche besondere Stellung diese Sportart in Ägypten für die Ausbildung und Erhaltung der körperlichen Leistungsfähigkeit eingeräumt wurde. Schon älteste Darstellungen beweisen eine außerordentlich hohe Kampftechnik. Selbst der Pharao erfreute sich später am Anblick des Ringens und ließ Schaukämpfe austragen. Ein nennenswerter erfolgreicher Ringer war Tiberios Klaudios Patrobios, der aufgrund seiner sportlichen Erfolge sogar zum Ehrenbürger von Alexandria ernannt wurde.
Erstmals wurde das Ringen auf der sogenannten Städteplatte aus der Reichseiningungszeit abgebildet. Auskunft über die Ausführung der Sportart geben uns die Momentaufnahmen aus dem Grab des Ptahhotep (5. Dynastie) bei Sakkara um 2450 v. Chr. die auch in späterer Zeit gültig bleiben: Der Griffansatz ist am ganzen Körper erlaubt. Es besteht somit eine große Ähnlichkeit mit dem modernen Freistilringen. Zudem fällt auf, dass zwei Phasen beim Kampfverlauf unmittelbar aufeinander folgen. Man bekommt Nacken- und Kopfzug, Würgegriff, Griff am Bein und Fußumklammerungen, Ansatz und Wirkung von Griffen, sowie Schwünge und Niederwürfe zu sehen.
Den größten Quellenreichtum liefert das Mittlere Reich, wobei die Gräber der Gaufürsten des Antilopengaues in Mittelägypten wohl am populärsten sind. Sie sind in den im heutigen Beni Hasan gelegenen Felsrücken getrieben. Die dort abgebildeten Ringerpaare bilden eine Art Lehrbuch verschiedenartigster Griffe, Umklammerungen, Hebe- und Schleudertechniken. Die vier mit Ringerszenen geschmückten Gräber von Baqti I., Amenemhet, Cheti und besonders des Baqti III., geben uns viele Informationen über das altägyptische Ringen. Die Sequenz des „großen Ringplatzes“ beginnt mit dem Anlegen eines Gürtels, ansonsten sind die Kämpfer unbekleidet. Die folgenden Sequenzen schildern das Abtasten und die ersten Versuche des Griffansatzes mit anschließenden Schwüngen und Würfen im schnellen Wechsel. Nur zwei Prozent der Darstellung beziehen sich auf einen Bodenkampf, was annehmen lässt, dass er eher eine untergeordnete Rolle spielte. Bedauerlicherweise ließen sich trotz der vielen Darstellungen keine konkrete Regeln erkennen. Auch ein klarer Hinweis zur Siegerreichung ist noch nicht gegeben. Doch die Anwesenheit eines Schiedsrichters mit Trompete, wie sie die Ringer- und Stockfechter Reliefs von Ramesseum in Medinet Habu zeigen, deutet wohl darauf hin, dass die Kämpfe nach festen Regeln ausgetragen wurden.
Vermutlicherweise gehörte das Ringen zum Ausbildungsprogramm der Soldaten. Denn im Neuen Reich löste sich die Sitte des nackten Kampfes auf, und die Ringer waren von da an immer mit einem kurzen Schurz bekleidet, wie ihn vornehmlich die Soldaten Ägyptens tragen. Zudem ist das Ringen im Neuen Reich ein beliebter Teil festlicher Begebenheiten, wie etwa die Darbietung des Tributes des Südens vor dem Pharao. Eine besondere Auffälligkeit ist der Umstand, dass die Wettkämpfe im Ringen und Stockfechten unter Ramses II. (19. Dynastie) zwischen Ägyptern und „Ausländern“ stattfanden, wie ein Relief im Totentempel von Medinet Habu zeigt. Zudem befinden sich unter den die Kämpfe flankierenden Zuschauern, neben den Vornehmen Ägyptens und den Königskindern, auch ausländische Gesandte.

#### Stockfechten

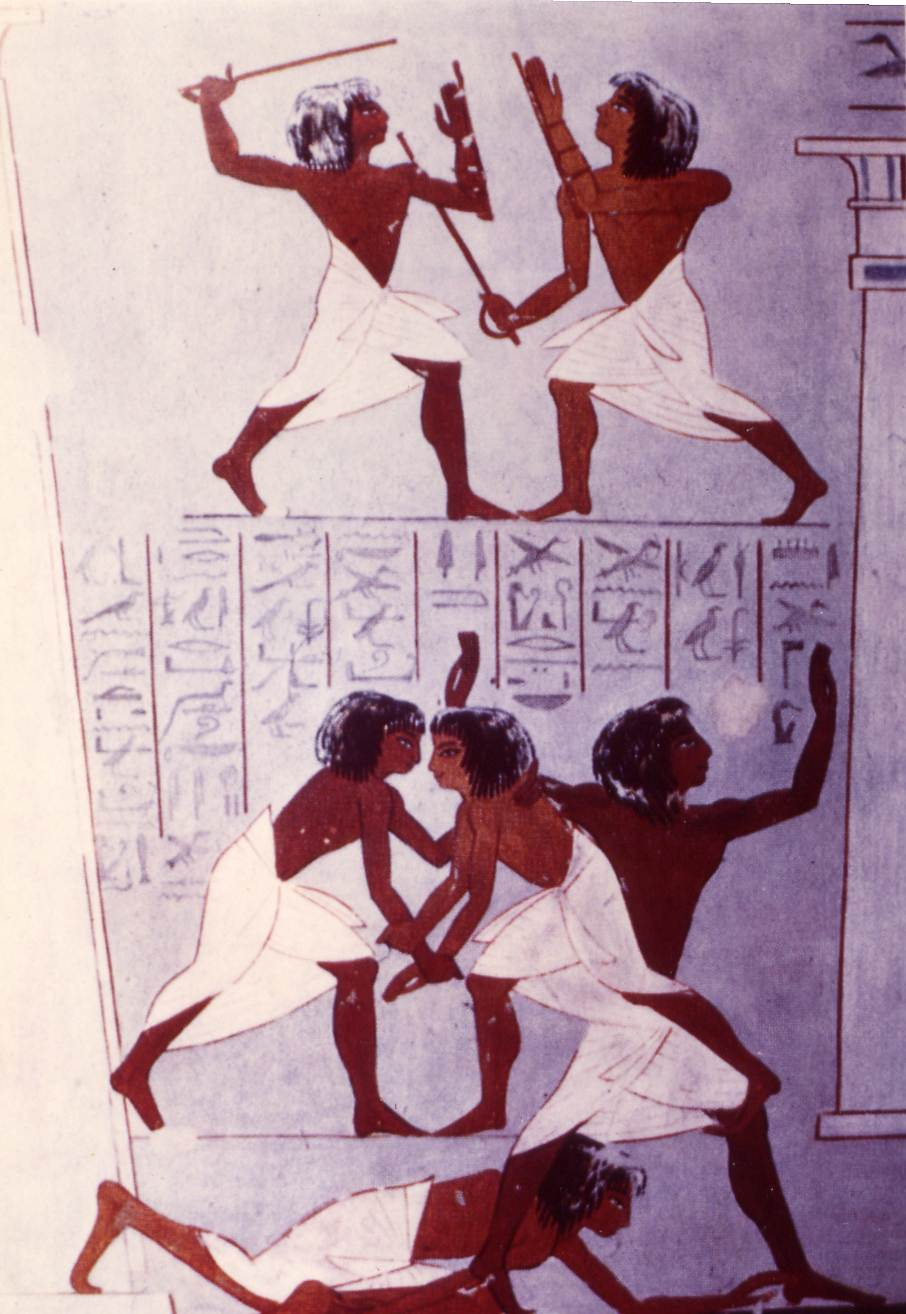
Stockfechten und Ringen

Diese vermutlich aus dem chinesischen Ausland importierte kampfsportliche Disziplin wird im engen Bezug zum Ringen gesehen. Am weitesten verbreitet war das Stockfechten im Neuen Reich, allerdings hat der Stock als Waffe und Hoheitszeichen bereits eine ältere Tradition. Ein Paar Exemplare der Stockfechterutensilien sind bis in unsere Zeit erhalten, darunter mehrere aus dem Grab des Tutanchamun (18. Dynastie). Sie haben in etwa eine Länge von 1 m und besitzen am unteren Ende einen Querast, welcher das Halten der Waffe absichert. Das obere Ende ist gelegentlich durch eine Metallauflage verstärkt. Einige Stöcke zeigen zum Schutz der Finger einen ausgeprägten Korb. Ein am Unterarm befestigtes schildartiges Holzbrett, das bis über die Fingerspitzen reichte, schützte vor schmerzbehafteten Schlägen. Des Weiteren schützte man das Gesicht mit einem Band, das Kinn und Stirn bedeckte und vermutlich aus Leder bestand. Oft führten die Kämpfer auch in jeder Hand eine Waffe. Die meisten Stockfechter sind mit dem Soldatenschurz bekleidet, was auch hier wieder vermuten lässt, dass das Stockfechten die Soldatenausbildung fördern sollte.
Das Stockfechten war eine beliebte Attraktion bei Schaukämpfen. Teilweise kam es auch nicht darauf an den Gegner zu treffen, sondern das Ganze trug mehr den Charakter einer tänzerischen Schaustellung. Die Fechter hatten sich vor dem Kampf in Richtung Publikum zu verneigen. Anschließend wurden die Waffen gekreuzt. Nach dieser traditionellen Einlage wurde geschlagen und pariert, getäuscht und gekämpft. Das ganze lässt sich als schnell wechselnde Szenen vorstellen, die nach dem Prinzip des Hiebfechtens, ähnlich dem modernen Säbelfechten, verliefen.

#### Faustkampf
Bei der dritten Kampfsportdisziplin der Alten Ägypter handelt es sich um den Faustkampf, das allerdings nur mit einer geringen Anzahl Quellen belegt wird. Zudem existieren diese Belege erst aus dem 14. Jahrhundert v. Chr., was bedeutet, dass dieser Sport erst wesentlich später als bei anderen Völkern ausgeführt wurde oder bei den Ägyptern weniger beliebt war. Ein Beleg aus dem Grab des Cheriuf (18. Dynastie), wo Paare von Faustkämpfern gemeinsam mit Stockfechtern den Ritus der Aufrichtung des Djed-Pfeilers begleiten, gibt etwas Auskunft über den Faustkampf. Hier sind insgesamt sechs Boxergruppen in verschiedenen Kampfposen dargestellt. Ihre Fäuste sind durchgängig frei von Waffen und erstaunlicherweise hängt bei einigen Kämpfern ein Arm tief herab, während der andere bei demselben angewinkelt über Kopfhöhe geführt ist. Eine weitere Quelle berichtet über die Verletzungsträchtigkeit während des antiken Faustkampfes. Sie entstammt einer Inschrift des Dorokleidas aus Thera und lautet: „Blutig ist der Sieg für die Faustkämpfer“.

### Wassersport

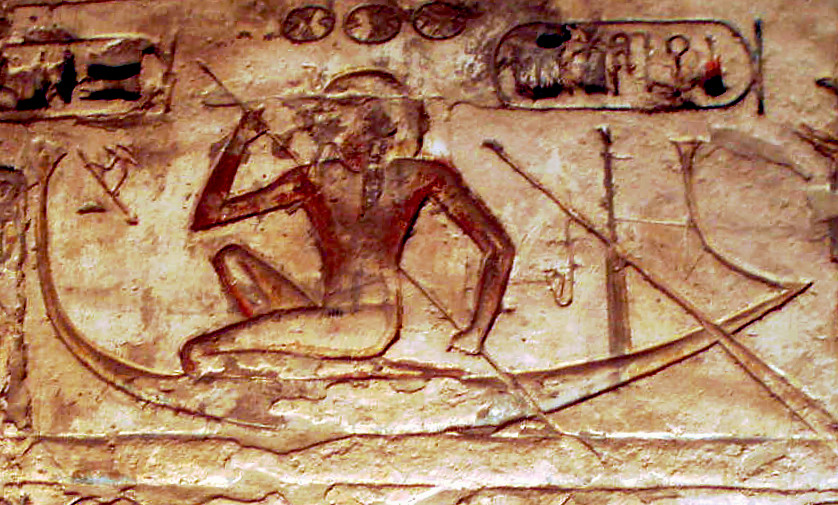
Medinet Habu: Ägypter auf einem Papyrusboot

Aufgrund der sehr wasserreichen Umgebung des Niltals mit seinen zahlreichen von ihm abzweigenden Wasserstraßen ist die Annahme des schwimmenden und rudernden Ägypters im Alten Reich ganz natürlich.„Die Kenntnis des Schwimmens ist in vielfältiger Form erwiesen, und auch das Rudern mit seiner einzigartigen Technik ist gut belegt. Im Gegensatz zum Fischerstechen, das als improvisierter Wettbewerb zwischen Bootsmannschaften gedeutet werden kann, wurden beide Disziplinen jedoch nicht (oder kaum) wettkampfmäßig betrieben.“ (Wolfgang Decker: Sport und Spiel im Alten Ägypten. S. 14.)

#### Schwimmen
Wer im Alten Ägypten des Schwimmens kundig war, besaß ein höheres Ansehen. Zudem war die Schwimmkenntnis wegen der Nähe zum Nil für fast alle Bewohner Ägyptens anzuraten, besonders jedoch für Fischer und Schiffer, denen diese Kenntnis das Überleben sichern konnte. Auch in einer kämpferischen Auseinandersetzung konnte es durchaus von Vorteil sein, wenn man des Schwimmens kundig war, wie eine altägyptische Erzählung berichtet. In dieser heißt es, dass der des Schwimmens unkundige Vasall der Hethiter in der Schlacht bei Kadesch gegen Ramses II. (19. Dynastie) kämpfte. Der Vasall musste von seinen Soldaten aus dem Wasser des Orontes gezogen werden um nicht zu ertrinken. Er verlor jegliche Würde, als man ihn auf den Kopf stellte, um ihn so von dem geschluckten Wasser zu befreien.
Die frühe Kenntnis des Schwimmens liefern frühzeitliche Krugverschlüsse und Hieroglyphen in Gestalt von Schwimmenden. Die Art und Weise des gezeigten Schwimmstils erinnert durch einen erkennbaren Wechselarmzug an das Kraulschwimmen. Zusätzlich existieren noch weitere Belege wie zum Beispiel ein Dokument des Gaufürsten von Sinut, Cheti, der gegen Ende des 3. Jahrtausends v. Chr. lebte. In seinem Grab in der aufgezeichneten Biographie bezieht sich eine Passage auf das Schwimmen: „Er ließ mich im Schwimmen unterrichten zusammen mit den Königskindern.“ (Wolfgang Decker: Quellentexte zu Sport und Körperkultur im Alten Ägypten, Dokument 3)
Dies beweist, dass der König sich also persönlich um die körperliche Erziehung seiner Söhne kümmerte und diese gemeinsam mit den Kindern des königlichen Adels erfolgte. Der Schwimmunterricht war ein Teil des Erziehungsprogramms und wurde vermutlich von einem des Adels angehörigen Schwimmlehrer erteilt. Schwimmen als Wettkampf ist im Alten Ägypten nicht bekannt, wird aber im sportlichen Kontext in der Erzählung von Horus und Seth vorausgesetzt, wenn beide einen Tauchwettkampf absolvieren. Das Tauchen ist ebenfalls bildlich dargestellt. Im Grab des Djar (11. Dynastie) in Theben ist ein Fischer zu sehen, der mit dem Kopf nach unten zum Grund des Schleppnetzes, das an einem Schiff befestigt ist, getaucht ist.

#### Rudern
Die Belege über das sportliche Rudern im alten Ägypten sind bislang nicht sehr informativ. Dennoch wurde bezüglich der damaligen Technik des Ruderzuges bereits einiges herausgefunden. Diese bezieht sich auf die Bedienung von Transportschiffen, die den Nil und die Küsten des Mittelmeeres in großer Zahl befuhren. Während des Ruderzuges erfolgte ein zyklischer Wechsel von Sitzen und Stehen, bei dem das Ruder im Zwiegriff gehalten wurde. In der stehenden Position begann der Ruderzug, diesem schloss sich das anschließende Setzen auf die Ruderbank an. Zum Zugende wurden die Hände nach unten gedrückt und das Blatt so langsam aus dem Wasser geführt. Das gleichzeitige Zurücksetzen des schiffsinneren Beines ermöglichte das Aufstehen. Nach erfolgtem Rückführen des Ruders über Wasser wurde die Schrittstellung aufgegeben. Da bei dieser Technik ein normaler Schurz in kurzer Zeit durchgesessen worden wäre, waren diese mit Leder verstärkt.
Für die Pharaonen der 18. Dynastie zeichneten sich Rudersportler durch besondere Fähigkeiten aus. So geschah es häufiger, dass der Pharao besonders auffällige Ruderer mit einer Beförderung belohnte. Zum Beispiel stammt ein solches Zeugnis aus der Regierungszeit von Amenophis II.

#### Fischerstechen

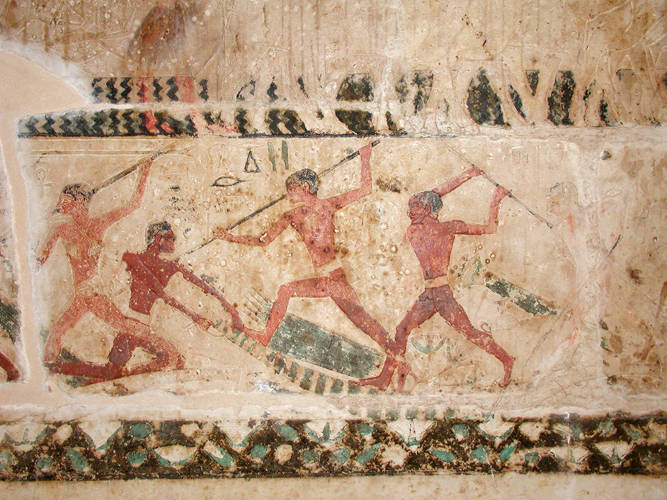
Fischerstechen (Mastaba-Grab des Nianchchnum und Chnumhotep)

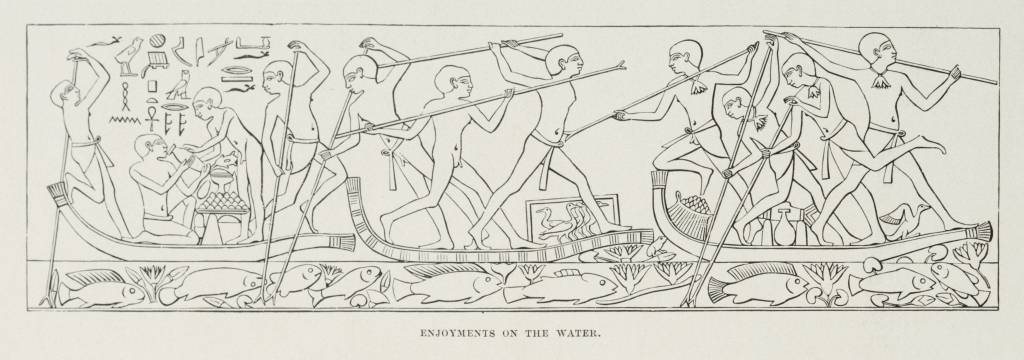
Das Fischerstechen

Das unter den Ägyptern sehr beliebte Fischerstechen, auch unter dem Namen Schifferstechen bekannt, war vor allem im Alten Reich ein sportliches Freizeitvergnügen. Es handelt sich höchstwahrscheinlich um ein improvisiertes Kampfspiel zwischen zwei, drei, manchmal sogar vier Gruppen. Man vermutet, dass es sich im Verlaufe der Fahrt zur Arbeitsstätte oder bei der Heimkehr durch harmlose Neckereien abspielte, sich jedoch auch zu blutigem Ernst steigern konnte. Die dafür genutzten einfachen Transportboote aus Papyrus waren mit drei oder vier (ausnahmsweise bis zu sechs) Mann besetzt. Die langen Stangen, die ursprünglich als Mittel der Fortbewegung dienten, wurden hier zur sportlichen Waffe umfunktioniert. Für Richtung und Stabilität des Bootes sorgten die sich am Heck befindenden Personen, während die am Bug stehenden versuchten sich gegenseitig ins Wasser zu stoßen. Wenn die aus der Distanz ausgetragenen Kämpfe ohne Ereignis blieben und die Stangen wegen der körperlichen Nähe keinen Nutzen mehr versprachen, verwickelten sich die Kontrahenten gerne in ein Ziehen und Schieben, das gelegentlich wie ein regelrechter Ringkampf anmutet. Ziel war es vermutlich, die gegnerische Mannschaft ins Wasser zu befördern, was bei den schwankenden Untergründen einen gewissen Reiz gehabt haben musste. Verbindliche Regeln gab es allem Anschein nach nicht; je nach Laune hat man von Fall zu Fall wohl wechselnde Bestimmungen festgelegt.„Die zahlreichen Abbildungen (z. B. Grab des Nefer (5. Dynastie), Grab des Nianchchnum und Chnumhotep (5. Dynastie)) erlauben einen Einblick in das Werden einer Disziplin, die ohne Zweifel sportliche Komponenten aufweist, der aber noch nicht der Ernst anfhaftet, den organisierte Sportwettkämpfe oft mit sich bringen. Allem Anschein nach ist dieses Fischerstechen in keiner antiken Kultur außerhalb Ägyptens belegt.“ (Wolfgang Decker: Sport und Spiel im Alten Ägypten S. 111)